# Madre Lü
Madre Lü (en chino tradicional, 呂母; pinyin, Lǚ Mǔ; fallecida en 18 d. C.) fue la líder de una rebelión en contra de la dinastía Xin en la antigua China. Ella comenzó un levantamiento campesino después de que su hijo Lü Yu fue ejecutado por el Gobierno por un delito menor, y se convirtió en la primera mujer líder de una rebelión en la historia de China.
Tras su muerte, sus seguidores se convirtieron en una fuerza importante de las revueltas de las Cejas Rojas, las cuales representaron un papel importante en la caída de la dinastía Xin y la restauración de la dinastía Han por Liu Xiu, entronizado como emperador Guangwu de Han.

## Trasfondo
Madre Lü nació durante la dinastía Han de la antigua China. En 9 d. C., el primer ministro Wang Mang usurpó el trono imperial y se proclamó a sí mismo emperador de la dinastía Xin. Wang implementó una serie de políticas a las que se opuso la clase rica de terratenientes. El estrés económico causado por la inundación del río Amarillo debilitó aún más la legitimidad de su gobierno.
Madre Lü vivió en el condado de Haiqu de la comandancia de Langya, actualmente llamado Rizhao, en la provincia de Shandong. Su familia era muy rica, con un valor de millones de monedas de acuerdo con el Libro de los últimos Han.

## Rebelión
En 14 d. C., su hijo Lü Yu, que había servido en el Gobierno del condado Haiqu, fue ejecutado por el magistrado del condado por un delito menor. Para vengar su muerte, Madre Lü llevó a cabo una rebelión, usando su riqueza para reclutar campesinos pobres y para comprar armas y suministros. Pronto formó un ejército de varios miles de personas a partir de una población que ya se sentía insatisfecha con el Gobierno. Madre Lü asumió el título de general y tomó por asalto la capital del condado Haiqu con su fuerza rebelde. Después de capturar al magistrado del condado, ella lo decapitó y ofreció su cabeza sobre la tumba de su hijo.

## Muerte y legado
El éxito de Madre Lü inspiró a que numerosas personas de todo el país se rebelen en contra de la autoridad de Wang Mang, y su propia fuerza creció rápidamente a decenas de miles de soldados; sin embargo, ella murió de una enfermedad en 18 d. C.
Después de su muerte, la mayoría de los seguidores de Lü unió sus fuerzas con los rebeldes liderados por Fan Chong, otro nativo de Langya que se había rebelado en el condado Ju en el mismo año 18. El nuevo ejército rebelde llegó a ser conocido como los Cejas Rojas, la cual fue una de las dos principales fuerzas rebeldes que derrocarían el régimen de Wang Mang.
Los historiadores acreditan a Madre Lü con el inicio de la ola de revueltas que llevaron a la caída de la dinastía Xin y la restauración de la dinastía Han por Liu Xiu (emperador Guangwu), el primer emperador de Han Oriental. Ella es la primera mujer líder de una rebelión registrada en la historia de China.